# K.O. (film)
K.O. è un film del 2025 diretto da Antoine Blossier.

## Trama
Bastien, uomo in cerca di redenzione, decide di aiutare la poliziotta Kenza Alaoui a ritrovare il figlio della moglie dell'uomo che ha ucciso accidentalmente in un incontro di MMA.

## Distribuzione
Il film è stato distribuito in streaming sulla piattaforma Netflix il 6 giugno 2025.